# Cormorant Island (Heard und McDonaldinseln)
Cormorant Island (englisch für Kormoraninsel) ist eine kleine, felsige Insel aus Basalt im Archipel der Heard und McDonaldinseln im südlichen Indischen Ozean. Sie liegt im südlichen Ende der Sydney Cove der Insel Heard
Die Insel ist Brutgebiet für Kormorane, was ihr ihren Namen gab.